# أولاد الدراوي (هوارة أولاد رحو)
أولاد الدراوي هي إحدى مشيخات المملكة المغربية، تتبع جغرافيا لإقليم جرسيف وإداريًا لهوارة أولاد رحو. يقدر عدد سكانها بـ 3403 نسمة حسب الإحصاء الرسمي للسكان والسكنى لسنة 2004.